# Constitución de Egipto
La Constitución de Egipto, denominada formalmente como Constitución de la República Árabe de Egipto (en árabe: دستور جمهورية مصر العربية), es la norma jurídica de mayor jerarquía en Egipto.
La actual Constitución egipcia se aprobó en un referéndum en enero de 2014. La constitución entró en vigor después de que los resultados se anunciaron el 18 de enero de 2014.

## Antecedentes
En julio de 2013, después del derrocamiento del expresidente Mohamed Morsi, los militares anunciaron el cronograma para el desarrollo de una reforma constitucional, y se fijó que la votación de aprobación tendría lugar hacia fines de noviembre de 2013. Dos comités diferentes participaron en la enmienda de la constitución egipcia. La actual constitución reemplazó a la Constitución egipcia de 2012 que entró en vigor bajo el gobierno de Morsi.

## Estructura
La constitución adoptada en el 2014, al igual que la constitución redactada en el gobierno de Morsi, se basa en la Constitución egipcia de 1971.
La Constitución de 2014 establece un presidente y un parlamento. El presidente es elegido por un período de cuatro años y puede cumplir dos mandatos bajo reelección. El parlamento puede enjuiciar políticamente al presidente. Bajo la constitución, existe una garantía de igualdad entre los sexos y una libertad absoluta de creencia, sin embargo, se establece al Islam como la religión oficial del Estado. Los militares conservan la capacidad de designar al Ministro de Defensa nacional durante los próximos 8 años. Según la constitución, los partidos políticos pueden no basarse en «religión, raza, género o geografía»; la ley relativa a los partidos políticos egipcios que regulaban las elecciones parlamentarias de 2011-2012 incluía una cláusula similar que prohibía las fiestas religiosas, aunque no era sancionado. Esta constitución garantiza una absoluta libertad de expresión que está sujeta a amplias excepciones. La constitución protege los textos relacionados con los términos de la presidencia, las libertades y la igualdad de ser enmendados en el artículo 226, excepto con más garantías.

## Acogida
La Constitución ha sido criticada por los grupos de presión Socialistas Revolucionarios y por el Frente del Camino de la Revolución ya que consideran que deja demasiado poder en manos de los militares.